# Simon Moutaïrou
Simon Moutaïrou est un scénariste et réalisateur franco-béninois, né à Meaux (Seine-et-Marne).

## Biographie
Simon Moutaïrou naît à Meaux, en Seine-et-Marne, d’une mère française et d’un père béninois. Il suit des études littéraires en hypokhâgne avant de s’orienter vers l’écriture cinématographique en 2006. En 2008, son projet Les années sauvages est primé par la Fondation Lagardère.
Au cours des années 2010, il fait ses armes dans le polar et le cinéma de genre (Le Vilain, L'Assaut, Braqueurs, Jamais de la vie), avant de s’orienter vers des sujets à forte documentation.
Ainsi, en 2020, il se penche sur l’aéronautique avec le thriller Boîte Noire, co-écrit avec Yann Gozlan et Nicolas Bouvet et nommé au César 2021 du meilleur scénario original. Puis, en 2021, l’agrochimie, pour Goliath, coécrit avec Frédéric Tellier. La même année, il signe comme réalisateur le projet Prince noir, un biopic sur l’écrivain Alexandre Dumas, vu à l’aune de ses origines africaines.[réf. nécessaire]
En 2022, il obtient l’avance sur recettes du CNC pour Ni chaînes ni maîtres, un survival sur fond d’esclavage, prenant place en 1759 sur l'Isle de France (Île Maurice), sorti en 2024 avec Ibrahima Mbaye, Camille Cottin et Benoît Magimel.

## Filmographie

### Scénariste
- 2009 : Le Vilain de Albert Dupontel (collaboration au scénario)
- 2011 : L'Assaut de Julien Leclercq
- 2015 : Jamais de la vie de Pierre Jolivet (collaboration au scénario)
- 2015 : Braqueurs de Julien Leclercq
- 2017 : Burn out de Yann Gozlan (collaboration au scénario)
- 2021 : Boîte noire de Yann Gozlan
- 2022 : Goliath de Frédéric Tellier
- 2024 : Numéro 10 de David Diane
- 2024 : Ni chaînes ni maîtres de lui-même

### Réalisateur
- 2024 : Ni chaînes ni maîtres

## Distinction
- César 2022 : nommé dans la catégorie Meilleur Scénario Original pour Boîte noire[5]